# Diego Uriarte
Diego Uriarte Belzunegi (Barañáin, 26 de octubre de 2001) es un ciclista profesional español que compite con el Equipo Kern Pharma.

## Trayectoria
Tras formarse en el Club Ciclista Galibier, en 2024 dio el salto al profesionalismo con el Equipo Kern Pharma. En el inicio de su segundo año fue noveno en el AlUla Tour y, tres semanas después, consiguió su primera victoria en la cuarta etapa de la Vuelta a Andalucía.

## Palmarés
2025
- 1 etapa de la Vuelta a Andalucía

## Equipos
- Equipo Kern Pharma (2024-)